# The Jerusalem Report
The Jerusalem Report est un bi-hebdomadaire israélien édité par le Jerusalem Post depuis 1990. Il est uniquement publié en anglais. 
Il couvre les problèmes politiques et sociaux en Israël, au Moyen-Orient et dans le monde juif. 
Son point de vue se veut éditorialement indépendant de son éditeur (qui est le Jerusalem Post). 